# Донская государственная публичная библиотека

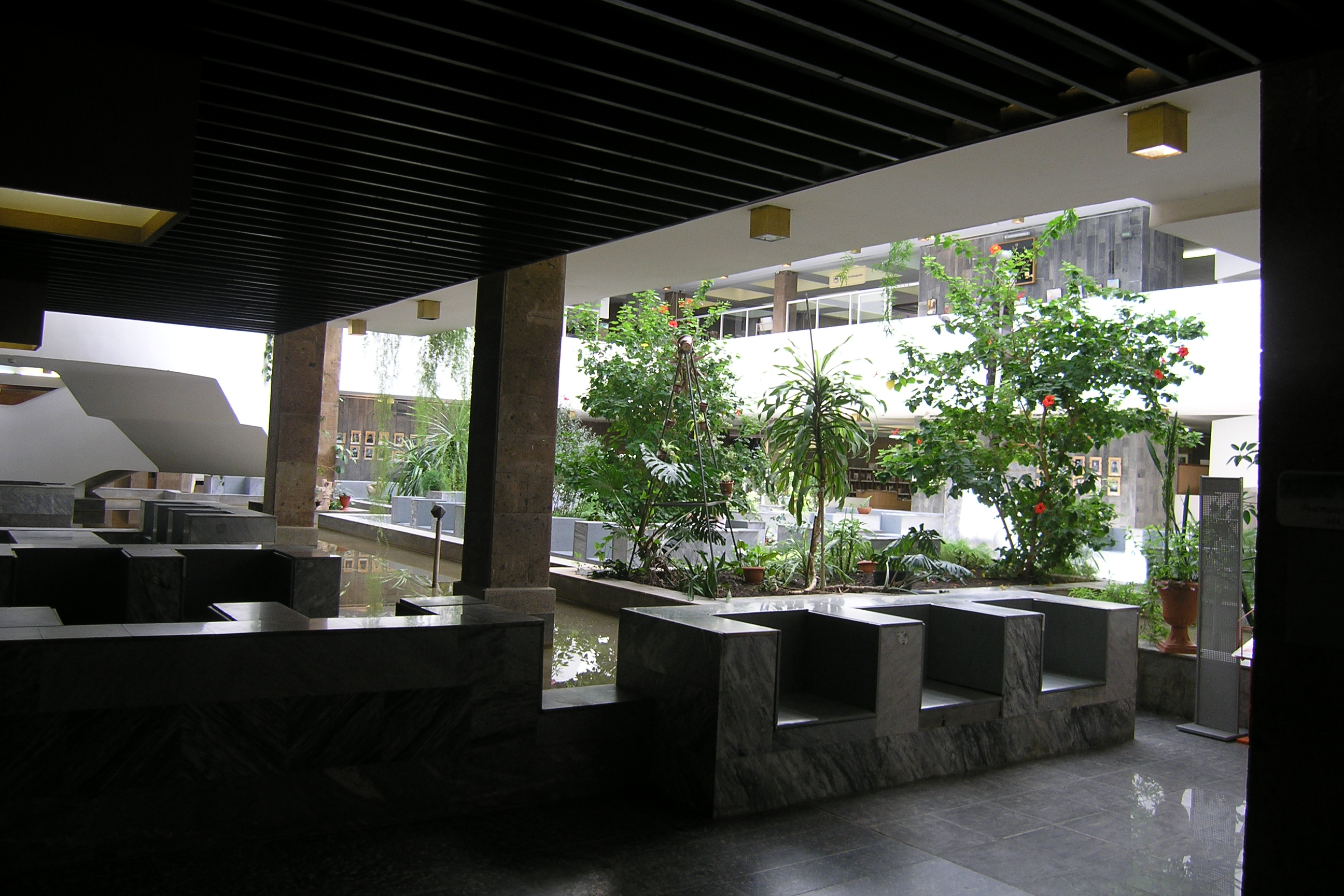
Атриум библиотеки

Донская государственная публичная библиотека (до 1992 года — Ростовская государственная научная библиотека имени К. Маркса) — центральная библиотека Ростовской области, расположенная в городе Ростов-на-Дону. Старейшее книгохранилище юга России, была основана в 1886 году. Крупнейшая библиотека в Ростовской области и среди центральных библиотек субъектов Российской федерации. Её фонды насчитывают более пяти миллионов экземпляров.
Донская публичная библиотека — один из крупных культурных центров Ростова-на-Дону. Здесь проходят кинофестивали, персональные и коллективные выставки изобразительного искусства, прикладного мастерства, детского рисунка, фотовыставки, книжные тематические выставки.
Официальное название:
- полное — Государственное бюджетное учреждение культуры Ростовской области «Донская государственная публичная библиотека»;
- сокращённое — ГБУК РО «ДГПБ».

## История
Публичная библиотека в Ростове-на-Дону, ставшая первой в городе, открылась 7 января 1886 года. Фонд новой библиотеки насчитывал 3000 книг, которые городская управа приобрела у частной библиотеки за 5000 рублей. Вплоть до 1994 года Ростовская публичная библиотека фактически не имела своего собственного здания, как и другие библиотеки Ростова-на-Дону, и размещалась в различных частных купеческих домах на Большой Садовой улице. С 1921 по 1994 год библиотека находилась в особняке Великановой на улице Серафимовича.
В течение своей истории прошла много трансформаций. В самом начале она называлась Ростовской публичной библиотекой, далее — Ростовская государственная публичная библиотека им. К. Маркса, книгохранилище им. К. Маркса, Донская публичная библиотека им. К. Маркса, Северо-Кавказская государственная библиотека им. К. Маркса, Азово-Черноморская краевая библиотека, Ростовская государственная научная библиотека им. К. Маркса, Ростовская областная научная библиотека им. К. Маркса и с 1992 года — Донская государственная публичная библиотека.
В 1974 году началось возведение нового здания библиотеки на улице Пушкинской. Его спроектировали архитектор Я. С. Занис и инженер Б. Н. Сидельковский, однако строительство затянулось на 20 лет и было окончено только в 1994 году. 25 мая того же года библиотека переехала на новое место. Спустя три месяца — в сентябре, в библиотеке прошла встреча А. И. Солженицына с читателями и общественностью города. В 1995 году библиотеке был присвоен статус Центральной библиотеки Ростовской области.
Первые электронные издания появились в 1996 году, а через три года открылся электронный читальный зал. В 2004 году была внедрена электромагнитная защитная система охранной маркировки книг для обеспечения безопасности библиотечных фондов.
8—9 мая 2010 года в ДГПБ была проведена четвёртая российская Вики-конференция.
Библиотека ежегодно организовывает фестиваль кукол.

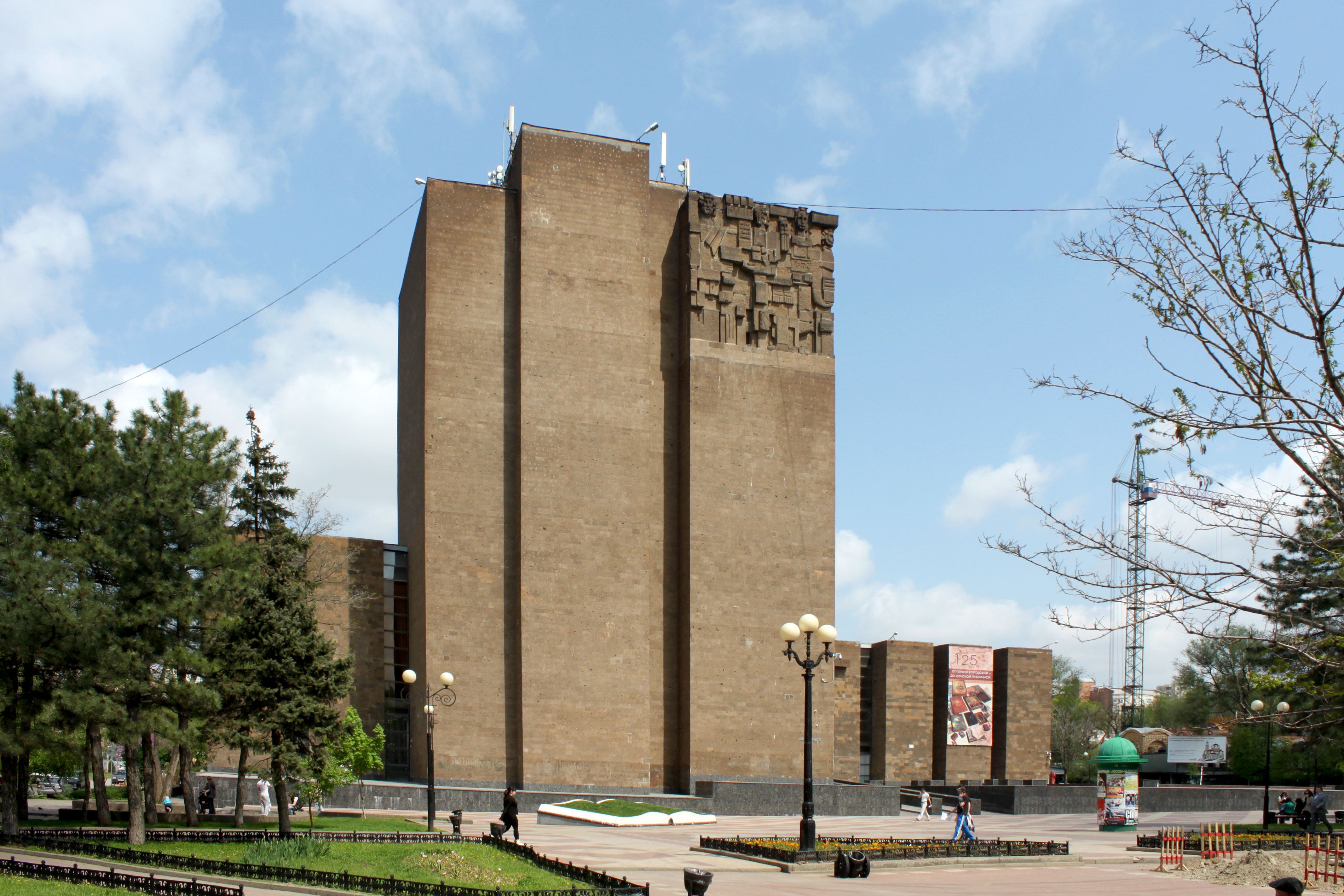
Здание библиотеки

## Здание
Корпуса здания библиотеки расположены перпендикулярно друг к другу. 16-этажное (включая подземные этажи) монолитное бетонное книгохранилище практически лишено какого-либо архитектурного декора. Единственным скульптурным акцентом экстерьера является рельеф, обрамляющий верхний угол фасада книгохранилища. Московские художники-монументалисты В. С. Лемпорт и H. A. Силис, создали стилизованный набор образов-знаков, включающих в себя изображения «ликов гениев человечества» между книжными страницами. Читальные залы занимают трёхэтажные блоки, выполненные в том же архитектурном стиле. Намеренная сдержанность внешнего облика комплекса зданий библиотеки сочетается с многообразием в интерьере библиотеки. Стены отделаны белым гранитом и мрамором. Залы украшают каскады водопадов и бассейнов. Всё это дополнено обилием зелени и различных скульптурных композиций.

## Фонды и ресурсы
На январь 2007 года фонды библиотеки содержали более 5 миллионов печатных изданий на русском и иностранных языках. Ежедневная посещаемость библиотеки составляет более 1500 человек, ежегодно читателям выдаётся около 2 миллионов документов.

## Организационная структура
Организационно библиотека состоит из 29 отделов, в их числе абонемент, центр электронных ресурсов, отдел краеведения, центр культурных программ, универсальный читальный зал, отдел искусств, научно-методический и информационно-библиографический отдел.

## Электронные ресурсы
Электронный каталог библиотеки содержит более 360 тысяч записей, каталог доступен через сайт библиотеки, включая каталог статей, каталог редких изданий, каталог периодических изданий и краеведческий каталог библиотеки.

## Награды
- Благодарность Министра культуры и массовых коммуникаций Российской Федерации (19 мая 2005 года) — за  значительный вклад в организацию и проведение Фестиваля духовной культуры в городе Ростове-на-Дону[13].